# Magnus Gösta Mittag-Leffler
Magnus Gösta Mittag-Leffler (ur. 16 marca 1846 w Sztokholmie, zm. 7 lipca 1927 tamże) – baron, szwedzki matematyk.

## Życiorys
W 1877 został profesorem w Helsinkach, a w 1881 w Sztokholmie. Ogłosił liczne rozprawy z teorii funkcji. W 1882 założył pismo „Acta Mathematica”.
Wspierał kobiety-naukowców, które wówczas miały ograniczone możliwości rozwoju. To dzięki jego interwencji Francuska Akademia Nauk nominowała Marię Skłodowską-Curie jako kandydatkę do Nagrody Nobla w dziedzinie fizyki za rok 1903, początkowo zgłoszeni byli wyłącznie Henri Becquerel i Pierre Curie. Dwie dekady później usiłował zgłosić również kandydaturę Henrietty Leavitt, nie zdając sobie sprawy, że badaczka już nie żyje. Natomiast Sofja Kowalewska została z jego rekomendacji zatrudniona na Uniwersytecie Sztokholmskim, gdzie wykładała matematykę i literaturę, a w 1884 roku objęła stanowisko profesora.